# Evolvabilita
Evolvabilitu lze definovat jako kapacitu organizmu pro adaptivní evoluci. Evolvabilita je schopnost populace procházet přirozeným výběrem.
Aby bylo pro organizmus výhodné procházet přirozeným výběrem, musí existovat určitá nenulová pravděpodobnost, že nové dědičné varianty budou pro organizmus evolučně výhodné. Náhodné mutace bývají většinou nevýhodné, protože je pouze malá pravděpodobnost náhodného vzniku účelné vlastnosti.
Rané snahy nechávat počítače procházet přirozeným výběrem ztroskotaly na nedostatku pozitivních mutací, analogicky se proto předpokládá, že život si nevyvinul jen mnoho strategií, jak přežívat, ale dokonce i mnoho strategií, jak se vyvíjet.